# Шкала Сан-Марино
Шкала́ Сан-Мари́но (англ. San Marino Scale) — цифровая оценка значимости посылаемой в космос информации о земной жизни. С 2007 года официально используется в проектах SETI.

## История появления
Шкала Сан-Марино была предложена Иваном Алмаром (венг.), венгерским астрономом, в марте 2005 года на 6-м Всемирном симпозиуме по освоению космоса и жизни во Вселенной, который проходил в Сан-Марино. В сентябре 2007 года на конференции Постоянной исследовательской группы Международной академии астронавтики (англ. IAA SETI), проходившей в Хайдарабаде (Индия), шкала Сан-Марино была официально утверждена для использования в проектах SETI.

## Предмет оценки
Шкала служит для комплексной, цифровой оценки сообщений отправляемых в космос. В частности, она учитывает такие параметры как способ передачи, содержательная часть, возможные риски раскрытия информации.

## Принцип оценки
Шкала Сан-Марино подобна шкале Рихтера, для оценки магнитуды землетрясений, или шкале Рио (англ. Rio Scale), для оценки последствий открытия сигнала внеземной цивилизации.
Значение индекса для шкалы рассчитывается по формуле:
SMI = I + C , 
где SMI — индекс Сан-Марино (англ. San Marino Index), I — мощность посылаемого сигнала, как доля от мощности аналогичного фонового излучения Солнца, C — характеристики сообщения с точки зрения его информативности.
Следует понимать, что параметр C является очень субъективным и, следовательно, нуждается в постоянном уточнении. То есть, индекс Сан-Марино со временем может корректироваться.

## Баллы шкалы
Рассчитанный индекс Сан-Марино соотносится с баллами шкалы. Её особенностью является отсутствие нулевого уровня, так как само наличие сигнала, даже не будучи расшифрованным, уже несёт информацию о наличие её отправителя:
- 1 = незначительный
- 2 = низкий
- 3 = малозначительный
- 4 = умеренный
- 5 = средний
- 6 = стоящий внимания
- 7 = высокий
- 8 = перспективный
- 9 = исключительный
- 10 = чрезвычайный